# 피아노가 있는 겨울
"피아노가 있는 겨울"은 1995년에 개봉한 대한민국의 영화이다.

## 캐스팅
- 오연수 : 혜진 역
- 강석우 : 진우 역
- 지수원 : 지애 역
- 이정훈 : 동민 역
- 김영애 : 문 여사 역
- 남궁원 : 황 사장 역
- 안병경 : 마 교수 역
- 장인한 : 황 노인 역
- 이일웅 : 유 사장 역
- 박봉서 : 닥터 강 역
- 최진원 : 동민친구 역
- 김의상 : 건달 1 역
- 신무성 : 건달 2 역
- 임채윤 : 건달 3 역
- 이영 : 고아원장 역
- 주호성 : 중년남자 역
- 허일성 : 경찰 1 역
- 이상철 : 경찰 2 역
- 윤문식 : 감독 역
- 김두연 : 간호사 역
- 이배국 : 남배우 역
- 이귀향 : 선생님 역
- 장현정 : 혜진친구 1 역
- 노준희 : 혜진친구 2 역
- 도덕환 : 의사 역
- 윤영아 : 어린혜진 역
- 장유경 : 어린지애 역